# Rodowód pierwszych Piastów
Rodowód pierwszych Piastów – dzieło Kazimierza Jasińskiego opisujące podstawowe fakty genealogiczne życia pierwszej polskiej dynastii – Piastów. 
Rodowód pierwszych Piastów opisuje Piastów od czasów Siemowita – pradziadka Mieszka I, poprzez ich potomków, do połowy XII w., czyli obejmuje swoimi zasięgiem dzieci Bolesława Krzywoustego, a także jego wnuków (dwóch synów i córkę) będących dziećmi Bolesława Kędzierzawego.
Rodowód obejmuje Piastów, którzy w monumentalnej Genealogii Piastów Oswalda Balzera występowali w pierwszych trzech tablicach. Dodatkowo Jasiński umieścił przodków Mieszka I: Siemowita i Lestka (Leszka).
Pierwsze wydanie publikacji ukazało się w 1992, drugie, już po śmierci Jasińskiego, w 2004. 